# 想飛 (2014年電影)
《想飛》是一部台灣電影，主演演員為張睿家與許瑋甯，導演为李崗與蕭力修，由二十世紀福斯發行於2014年10月17日上映。

## 劇情
改編自中華民國空軍上校李政亮的真實故事，故事中穿插法國作家安東尼·德·聖-艾修伯里的作品小王子，由李崗擔任監製，由張睿家、許瑋甯領銜主演。

## 演員

### 領銜主演
| 演員   | 角色   | 介紹 |
| 張睿家 | 張家豪 | 角色原型為空軍台南第443聯隊李政亮中校，F-CK-1經國號戰鬥機種子飛官，2011年於國家地理頻道《透視內幕:國道起降秘辛》紀錄片中受訪，當時其於漢光演習中成功駕駛F-CK-1經國號戰鬥機於臺南麻豆段戰備跑道起降。 |
| 許瑋甯 | 謝欣怡 | 角色原型為楊雅惠（李政亮妻子），文藻外語學院英文科畢業。 |
| 庹宗華 | 羅郁中 | 角色原型為空軍新竹第499聯隊隊員王同義中校，幻象2000戰鬥機種子飛官，2012年在法國進行幻象2000戰鬥機交流訓練中因戰鬥機故障用盡全力讓戰鬥機避開村莊後最終不幸於一處森林墜機壯烈犧牲殉職，後來當地民眾為其舉辦紀念儀式、法國空天軍追贈飛行獎章、中華民國國防部空軍司令部追晉其為上校，總統府更發布褒揚令，現於法國王同義上校墜機處設有紀念碑，感謝其捨一己之命救了許多民眾。 |

### 演員
| 演員   | 角色         | 介紹       |
| 喜翔   | 父親         | 阿豪的父親 |
| 鍾承翰 | 沈智超       | （超人）   |
| 姚以緹 | 喬千惠       | （老喬）   |
| 梁正群 | 陳天華       | （天華）   |
| 張耀仁 | 宗佑         |            |
| 姜康哲 | 建峰         |            |
| 張蔚明 | Nalu         |            |
| 黃迪揚 | 叔叔         |            |
| 黃尚禾 | 阿雄         |            |
| 艾偉   | 謝欣怡的父親 |            |
| 陳孝萱 | 羅中校妻子   |            |
| 古理德 | 羅小樂       | 羅中校兒子 |

## 電影歌曲
| 曲別   | 歌曲名稱 | 作詞           | 作曲           | 演唱者     | 備註 |
| 主題曲 | 空中飛人 | MP魔幻力量廷廷 | MP魔幻力量廷廷 | MP魔幻力量 |      |

## 取景
- 中華民國空軍軍官學校：高雄市岡山區
- 臺南空軍基地：臺南市南區
- 臺中空軍基地：臺中市沙鹿區[1]
- 靜宜大學蓋夏圖書館：臺中市沙鹿區
- 靜宜大學主顧樓：臺中市沙鹿區
- 靜宜大學伯鐸樓小劇場：臺中市沙鹿區
- 靜宜大學宜園餐廳：臺中市沙鹿區
- 高雄市夢時代
- 高雄市台一線橋頭區青埔捷運站段的彩虹橋墩
- 臺南市安平區
- 空軍忠烈將士紀念塔：新北市新店區
- 臺南看西街教會

此外，臺中市政府也給予該片200萬元輔導金及拍攝支援。

## 外部連結
- 《想飛 Dream Flight》的Facebook專頁
- Yahoo奇摩電影上《想飛》的資料（繁體中文）
- 開眼電影網上《想飛》的資料（繁體中文）
- 香港影庫上《想飛》的資料（繁體中文）
- 时光网上《想飛》的資料（简体中文）
- 豆瓣电影上《想飛》的資料 （简体中文）
- AllMovie上《想飛》的资料（英文）
- 互联网电影数据库（IMDb）上《想飛》的资料（英文）

| 台灣 衛視電影台 週六晚間9點全台首播 |
| ----------------------------------- |
| 想飛 2015.08.08                     |